# Niemann-Pick C1-artiges Protein 1
Niemann-Pick C1-artiges Protein 1 (NPC1L1, von: Niemann-Pick C1-like protein 1) ist das Protein in der Zellmembran, das den Transport von Cholesterin, Phytosterinen, Vitamin K und anderen Lipiden in die Zelle erleichtert. Es handelt sich um einen Transporter, wobei die Art und Weise des Imports noch nicht vollständig geklärt ist. NPC1L1 wird in Säugetieren in vielen Gewebetypen gebildet, beim Menschen vor allem in der Leber und in Dünndarm-Enterozyten (wo es hauptverantwortlich für die Cholesterinaufnahme aus der Nahrung ist), aber auch in Pankreas, Nieren, Lunge, Milz, Herz, Gallenblase, Gehirn, Hoden, Magen und Muskeln.
NPC1L1 ist der Angriffspunkt des Arzneistoffs Ezetimib und wird von ihm vollständig inaktiviert. Mutationen im NPC1L1-Gen sind wahrscheinlich für Resistenzen gegenüber Ezetimib verantwortlich.